# Coppa Europa di sci alpino 2015
La Coppa Europa di sci alpino 2015 è stata la 44ª edizione della  manifestazione organizzata dalla Federazione Internazionale Sci. È iniziata per gli uomini il 20 novembre 2014 a Levi in Finlandia con un slalom gigante, mentre il 1º dicembre si è inaugurata a Hemsedal, in Norvegia, con uno slalom gigante la stagione femminile. La competizione si è conclusa il 22 marzo a Grandvalira/El Tarter, in Andorra.
In campo maschile sono state disputate 33 delle 37 gare in programma (7 discese libere, 5 supergiganti, 9 slalom giganti, 10 slalom speciali, 1 combinata, 1 slalom parallelo), in 17 diverse località. L'italiano Riccardo Tonetti si è aggiudicato sia la classifica generale, sia quella di slalom speciale; gli austriaci Joachim Puchner, Patrick Schweiger e Roland Leitinger hanno vinto rispettivamente quelle di discesa libera, di supergigante e di slalom gigante e il norvegese Bjørnar Neteland quella di combinata. Lo svizzero Thomas Tumler era il detentore uscente del trofeo generale.
In campo femminile sono state disputate 31 delle 39 gare in programma (3 discese libere, 5 supergiganti, 10 slalom giganti, 11 slalom speciali, 2 combinate), in 11 diverse località. L'austriaca Ricarda Haaser si è aggiudicata sia la classifica generale, sia quella di slalom gigante; le sue connazionali Ramona Siebenhofer e Lisa-Maria Zeller hanno vinto rispettivamente quelle di discesa libera e di slalom speciale, le francesi Romane Miradoli e Marion Pellissier rispettivamente quella di supergigante e di combinata. La svizzera Michelle Gisin era la detentrice uscente del trofeo generale.

## Uomini

### Risultati
| Data             | Località               | Nazione    | Spec. | Primo                  | Secondo               | Terzo                   |
| ---------------- | ---------------------- | ---------- | ----- | ---------------------- | --------------------- | ----------------------- |
| 20 novembre 2014 | Levi                   | Finlandia  | GS    | Samu Torsti            | Rasmus Windingstad    | Phil Brown              |
| 21 novembre 2014 | Levi                   | Finlandia  | GS    | Phil Brown             | Elia Zurbriggen       | Roland Leitinger        |
| 22 novembre 2014 | Levi                   | Finlandia  | SL    | Sebastian Foss Solevåg | Justin Murisier       | Aleksandr Chorošilov    |
| 22 novembre 2014 | Levi                   | Finlandia  | SL    | Linus Straßer          | Calle Lindh           | Axel Bäck               |
| 15 dicembre 2014 | San Vigilio            | Italia     | PR    | Truls Johansen         | AJ Ginnis             | Dave Ryding             |
| 17 dicembre 2014 | Obereggen              | Italia     | SL    | Axel Bäck              | Markus Larsson        | Stefano Gross           |
| 18 dicembre 2014 | Pozza di Fassa/Carezza | Italia     | GS    | Rasmus Windingstad     | Thomas Tumler         | Dominik Schwaiger       |
| 19 dicembre 2014 | Pozza di Fassa/Carezza | Italia     | SL    | Mattias Hargin         | Stefano Gross         | Daniel Yule             |
| 2 gennaio 2015   | Chamonix               | Francia    | SL    | Daniel Yule            | Julien Lizeroux       | Dominik Stehle          |
| 3 gennaio 2015   | Chamonix               | Francia    | SL    | Daniel Yule            | Dave Ryding           | Philipp Schmid          |
| 8 gennaio 2015   | Wengen                 | Svizzera   | DH    | Patrick Schweiger      | Thomas Mayrpeter      | Josef Ferstl            |
| 15 gennaio 2015  | Altenmarkt-Zauchensee  | Austria    | DH    | Joachim Puchner        | Andrew Weibrecht      | Mario Karelly           |
| 16 gennaio 2015  | Altenmarkt-Zauchensee  | Austria    | DH    | Markus Dürager         | Andreas Sander        | Andrew Weibrecht        |
| 17 gennaio 2015  | Kirchberg in Tirol     | Austria    | GS    | annullata              | annullata             | annullata               |
| 18 gennaio 2015  | Kirchberg in Tirol     | Austria    | SL    | annullata              | annullata             | annullata               |
| 21 gennaio 2015  | Val-d'Isère            | Francia    | DH    | Daniel Danklmaier      | Mario Karelly         | Ralph Weber             |
| 22 gennaio 2015  | Val-d'Isère            | Francia    | DH    | Ralph Weber            | Blaise Giezendanner   | Nils Mani               |
| 23 gennaio 2015  | Val-d'Isère            | Francia    | SG    | Christopher Neumayer   | Felix Monsén          | Thomas Mayrpeter        |
| 26 gennaio 2015  | Lélex                  | Francia    | GS    | Cyprien Richard        | Roland Leitinger      | Gino Caviezel           |
| 27 gennaio 2015  | Lélex                  | Francia    | GS    | Matts Olsson           | Mathieu Faivre        | Roland Leitinger        |
| 28 gennaio 2015  | Crans-Montana          | Svizzera   | GS    | Loïc Meillard          | Roland Leitinger      | Rasmus Windingstad      |
| 29 gennaio 2015  | Crans-Montana          | Svizzera   | SG    | annullata              | annullata             | annullata               |
| 30 gennaio 2015  | Crans-Montana          | Svizzera   | SC    | annullata              | annullata             | annullata               |
| 3 febbraio 2015  | Sella Nevea            | Italia     | DH    | Johannes Kröll         | Vincent Kriechmayr    | Blaise Giezendanner     |
| 4 febbraio 2015  | Sella Nevea            | Italia     | KB    | Bjørnar Neteland       | Frederic Berthold     | Rasmus Windingstad      |
| 9 febbraio 2015  | Oberjoch               | Germania   | GS    | Alexander Schmid       | Loïc Meillard         | Manuel Pleisch          |
| 10 febbraio 2015 | Oberjoch               | Germania   | SL    | Dominik Stehle         | Riccardo Tonetti      | Cristian Deville        |
| 21 febbraio 2015 | Jaun                   | Svizzera   | SL    | Riccardo Tonetti       | Mark Engel            | Marco Schwarz           |
| 22 febbraio 2015 | Jaun                   | Svizzera   | SL    | Marco Schwarz          | Bernhard Niederberger | Ramon Zenhäusern        |
| 25 febbraio 2015 | Saalbach-Hinterglemm   | Austria    | SG    | Patrick Schweiger      | Mattia Casse          | Aleksander Aamodt Kilde |
| 26 febbraio 2015 | Sella Nevea            | Italia     | SG    | Fernando Schmed        | Thomas Mayrpeter      | Florian Scheiber        |
| 2 marzo 2015     | Jasná                  | Slovacchia | GS    | Cyprien Richard        | Roland Leitinger      | Greg Galeotti           |
| 3 marzo 2015     | Jasná                  | Slovacchia | GS    | Adam Žampa             | Greg Galeotti         | Loïc Meillard           |
| 16 marzo 2015    | Kranjska Gora          | Slovenia   | SL    | Riccardo Tonetti       | Michael Matt          | Bernhard Niederberger   |
| 20 marzo 2015    | Grandvalira/El Tarter  | Andorra    | DH    | Andreas Sander         | Joachim Puchner       | Johannes Kröll          |
| 21 marzo 2015    | Grandvalira/El Tarter  | Andorra    | SG    | Patrick Schweiger      | Fernando Schmed       | Riccardo Tonetti        |
| 22 marzo 2015    | Grandvalira/El Tarter  | Andorra    | SG    | Mattia Casse           | Thomas Mayrpeter      | Josef Ferstl            |

Legenda:

DH = discesa libera

SG = supergigante

GS = slalom gigante

SL = slalom speciale

KB = combinata

SC = supercombinata

PR = slalom parallelo

### Classifiche

#### Generale
| Pos. | Nome               | Nazione     | Punti |
| ---- | ------------------ | ----------- | ----- |
| 1    | Riccardo Tonetti   | Italia      | 654   |
| 2    | Thomas Mayrpeter   | Austria     | 564   |
| 3    | Roland Leitinger   | Austria     | 540   |
| 4    | Patrick Schweiger  | Austria     | 519   |
| 5    | Rasmus Windingstad | Norvegia    | 516   |
| 6    | Dave Ryding        | Regno Unito | 434   |
| 7    | Thomas Tumler      | Svizzera    | 427   |
| 8    | Johannes Kröll     | Austria     | 415   |
| 9    | Fernando Schmed    | Svizzera    | 407   |
| 10   | Loïc Meillard      | Svizzera    | 370   |

#### Discesa libera
| Pos. | Nome             | Nazione | Punti |
| ---- | ---------------- | ------- | ----- |
| 1    | Joachim Puchner  | Austria | 314   |
| 2    | Markus Dürager   | Austria | 276   |
| 3    | Thomas Mayrpeter | Austria | 275   |
| 4    | Johannes Kröll   | Austria | 273   |
| 5    | Mario Karelly    | Austria | 253   |

#### Supergigante
| Pos. | Nome              | Nazione  | Punti |
| ---- | ----------------- | -------- | ----- |
| 1    | Patrick Schweiger | Austria  | 295   |
| 2    | Thomas Mayrpeter  | Austria  | 289   |
| 3    | Fernando Schmed   | Svizzera | 238   |
| 4    | Mattia Casse      | Italia   | 216   |
| 5    | Felix Monsén      | Svezia   | 178   |

#### Slalom gigante
| Pos. | Nome               | Nazione  | Punti |
| ---- | ------------------ | -------- | ----- |
| 1    | Roland Leitinger   | Austria  | 494   |
| 2    | Rasmus Windingstad | Norvegia | 402   |
| 3    | Loïc Meillard      | Svizzera | 370   |
| 4    | Cyprien Richard    | Francia  | 349   |
| 5    | Dominik Schwaiger  | Germania | 310   |

#### Slalom speciale
| Pos. | Nome                  | Nazione     | Punti |
| ---- | --------------------- | ----------- | ----- |
| 1    | Riccardo Tonetti      | Italia      | 440   |
| 2    | Dave Ryding           | Regno Unito | 434   |
| 3    | Bernhard Niederberger | Svizzera    | 336   |
| 4    | Daniel Yule           | Svizzera    | 329   |
| 5    | Marco Schwarz         | Austria     | 316   |

#### Combinata
| Pos. | Nome               | Nazione     | Punti |
| ---- | ------------------ | ----------- | ----- |
| 1    | Bjørnar Neteland   | Norvegia    | 100   |
| 2    | Frederic Berthold  | Austria     | 80    |
| 3    | Rasmus Windingstad | Norvegia    | 60    |
| 4    | Bryce Bennett      | Stati Uniti | 50    |
| 5    | Nils Mani          | Svizzera    | 45    |

## Donne

### Risultati
| Data             | Località              | Nazione  | Spec. | Prima                 | Seconda             | Terza                           |
| ---------------- | --------------------- | -------- | ----- | --------------------- | ------------------- | ------------------------------- |
| 29 novembre 2014 | Kvitfjell             | Norvegia | KB    | annullata             | annullata           | annullata                       |
| 30 novembre 2014 | Kvitfjell             | Norvegia | SG    | annullata             | annullata           | annullata                       |
| 1º dicembre 2014 | Hemsedal              | Norvegia | GS    | Karoline Pichler      | Ricarda Haaser      | Lisa Blomqvist                  |
| 2 dicembre 2014  | Hemsedal              | Norvegia | GS    | Karoline Pichler      | Lisa Blomqvist      | Ricarda Haaser                  |
| 3 dicembre 2014  | Hemsedal              | Norvegia | SL    | Lisa Blomqvist        | Julia Dygruber      | Nadja Vogel                     |
| 3 dicembre 2014  | Hemsedal              | Norvegia | DH    | annullata             | annullata           | annullata                       |
| 4 dicembre 2014  | Hemsedal              | Norvegia | SL    | Julia Dygruber        | Marlene Schmotz     | Charlotte Chable                |
| 4 dicembre 2014  | Hemsedal              | Norvegia | DH    | annullata             | annullata           | annullata                       |
| 13 dicembre 2014 | San Vigilio           | Italia   | PR    | annullata             | annullata           | annullata                       |
| 15 dicembre 2014 | Zinal                 | Svizzera | SL    | Nastasia Noens        | Sara Hector         | Christina Ager                  |
| 16 dicembre 2014 | Zinal                 | Svizzera | SL    | Marlene Schmotz       | Anna Swenn Larsson  | Marina Wallner                  |
| 18 dicembre 2014 | Valtournenche         | Italia   | GS    | Ylva Stålnacke        | Karoline Pichler    | Ricarda Haaser                  |
| 19 dicembre 2014 | Valtournenche         | Italia   | GS    | Ylva Stålnacke        | Karoline Pichler    | Marion Bertrand                 |
| 6 gennaio 2015   | Zinal                 | Svizzera | GS    | Ricarda Haaser        | Karoline Pichler    | Morane Sandraz                  |
| 7 gennaio 2015   | Zinal                 | Svizzera | GS    | Ricarda Haaser        | Sara Hector         | Marion Bertrand                 |
| 8 gennaio 2015   | Melchsee-Frutt        | Svizzera | SL    | Katharina Truppe      | Veronika Zuzulová   | Michelle Gisin                  |
| 9 gennaio 2015   | Melchsee-Frutt        | Svizzera | SL    | Anne-Sophie Barthet   | Taïna Barioz        | Marina Wallner                  |
| 18 gennaio 2015  | Sankt-Moritz          | Svizzera | SG    | annullata             | annullata           | annullata                       |
| 20 gennaio 2015  | Zell am See           | Austria  | SL    | Šárka Záhrobská       | Anna Swenn Larsson  | Marie-Michèle Gagnon            |
| 21 gennaio 2015  | Zell am See           | Austria  | GS    | Kathrin Zettel        | Ylva Stålnacke      | Eva-Maria Brem                  |
| 22 gennaio 2015  | Zell am See           | Austria  | GS    | Wendy Holdener        | Taïna Barioz        | Stephanie Brunner               |
| 28 gennaio 2015  | Hinterstoder          | Austria  | SG    | Marion Pellissier     | Romane Miradoli     | Tamara Tippler                  |
| 28 gennaio 2015  | Hinterstoder          | Austria  | DH    | Jasmine Flury         | Mirjam Puchner      | Tamara Tippler                  |
| 29 gennaio 2015  | Hinterstoder          | Austria  | KB    | Marion Pellissier     | Lena Dürr           | Maren Skjøld                    |
| 29 gennaio 2015  | Hinterstoder          | Austria  | SG    | Jasmine Flury         | Mirjam Puchner      | Anna Hofer                      |
| 31 gennaio 2015  | Hinterstoder          | Austria  | DH    | annullata             | annullata           | annullata                       |
| 4 febbraio 2015  | San Candido           | Italia   | GS    | Ricarda Haaser        | Anne-Sophie Barthet | Ylva Stålnacke                  |
| 5 febbraio 2015  | San Candido           | Italia   | SL    | Charlotta Säfvenberg  | Nathalie Eklund     | Denise Feierabend               |
| 16 febbraio 2015 | Davos                 | Svizzera | SG    | Romane Miradoli       | Federica Sosio      | Ramona Siebenhofer              |
| 17 febbraio 2015 | Davos                 | Svizzera | SG    | Jasmine Flury         | Nina Ortlieb        | Mina Fürst Holtmann             |
| 19 febbraio 2015 | Bad Wiessee           | Germania | SL    | Chiara Costazza       | Maren Wiesler       | Mireia Gutiérrez                |
| 20 febbraio 2015 | Bad Wiessee           | Germania | SL    | Denise Feierabend     | Lisa-Maria Zeller   | Marlene Schmotz                 |
| 26 febbraio 2015 | Monte Pora            | Italia   | SL    | Anna Swenn Larsson    | Nathalie Eklund     | Laurie Mougel Lisa-Maria Zeller |
| 27 febbraio 2015 | Monte Pora            | Italia   | GS    | Marion Bertrand       | Ylva Stålnacke      | Taïna Barioz                    |
| 19 marzo 2015    | Grandvalira/El Tarter | Andorra  | DH    | Ramona Siebenhofer    | Michaela Wenig      | Marion Pellissier               |
| 19 marzo 2015    | Grandvalira/El Tarter | Andorra  | KB    | Maria Therese Tviberg | Ramona Siebenhofer  | Marlene Schmotz                 |
| 20 marzo 2015    | Grandvalira/El Tarter | Andorra  | DH    | annullata             | annullata           | annullata                       |
| 21 marzo 2015    | Grandvalira/El Tarter | Andorra  | DH    | Tamara Tippler        | Ramona Siebenhofer  | Michaela Wenig                  |
| 22 marzo 2015    | Grandvalira/El Tarter | Andorra  | SG    | Lisa Magdalena Agerer | Jasmine Flury       | Mina Fürst Holtmann             |

Legenda:

DH = discesa libera

SG = supergigante

GS = slalom gigante

SL = slalom speciale

KB = combinata

PR = slalom parallelo

### Classifiche

#### Generale
| Pos. | Nome               | Nazione  | Punti |
| ---- | ------------------ | -------- | ----- |
| 1    | Ricarda Haaser     | Austria  | 793   |
| 2    | Ylva Stålnacke     | Svezia   | 578   |
| 3    | Jasmine Flury      | Svizzera | 557   |
| 4    | Lisa-Maria Zeller  | Austria  | 531   |
| 5    | Marlene Schmotz    | Germania | 514   |
| 6    | Taïna Barioz       | Francia  | 494   |
| 7    | Karoline Pichler   | Italia   | 480   |
| 8    | Katharina Truppe   | Austria  | 477   |
| 9    | Romane Miradoli    | Francia  | 462   |
| 10   | Ramona Siebenhofer | Austria  | 454   |

#### Discesa libera
| Pos. | Nome               | Nazione  | Punti |
| ---- | ------------------ | -------- | ----- |
| 1    | Ramona Siebenhofer | Austria  | 209   |
| 2    | Jasmine Flury      | Svizzera | 200   |
| 2    | Tamara Tippler     | Austria  | 200   |
| 4    | Michaela Wenig     | Germania | 158   |
| 5    | Marion Pellissier  | Francia  | 105   |

#### Supergigante
| Pos. | Nome            | Nazione  | Punti |
| ---- | --------------- | -------- | ----- |
| 1    | Romane Miradoli | Francia  | 315   |
| 2    | Jasmine Flury   | Svizzera | 280   |
| 3    | Mirjam Puchner  | Austria  | 212   |
| 4    | Tamara Tippler  | Austria  | 182   |
| 5    | Nina Ortlieb    | Austria  | 165   |

#### Slalom gigante
| Pos. | Nome                | Nazione | Punti |
| ---- | ------------------- | ------- | ----- |
| 1    | Ricarda Haaser      | Austria | 563   |
| 2    | Ylva Stålnacke      | Svezia  | 483   |
| 3    | Karoline Pichler    | Italia  | 480   |
| 4    | Marion Bertrand     | Francia | 351   |
| 5    | Elisabeth Kappaurer | Austria | 296   |

#### Slalom speciale
| Pos. | Nome               | Nazione  | Punti |
| ---- | ------------------ | -------- | ----- |
| 1    | Lisa-Maria Zeller  | Austria  | 384   |
| 2    | Marlene Schmotz    | Germania | 312   |
| 2    | Katharina Truppe   | Austria  | 312   |
| 4    | Anna Swenn Larsson | Svezia   | 286   |
| 5    | Rahel Kopp         | Svizzera | 269   |

#### Combinata
| Pos. | Nome                  | Nazione  | Punti |
| ---- | --------------------- | -------- | ----- |
| 1    | Marion Pellissier     | Francia  | 150   |
| 2    | Maria Therese Tviberg | Norvegia | 100   |
| 3    | Lena Dürr             | Germania | 80    |
| 3    | Ramona Siebenhofer    | Austria  | 80    |
| 5    | Mina Fürst Holtmann   | Norvegia | 77    |